# Seth Meyers
Seth Adam Meyers (ur. 28 grudnia 1973 w Bedford) – amerykański komik, scenarzysta, producent, aktor i prezenter telewizyjny. Pisał scenariusze i występował w programie Saturday Night Live (2001–2014), gdzie prowadził skecz pt. Weekend Update. Ukończył Manchester West High School w Manchester w New Hampshire i Northwestern University.